# Relaciones Estados Unidos-Guinea-Bisáu
Las relaciones Estados Unidos-Guinea-Bissau son las relaciones diplomáticas entre Estados Unidos y Guinea-Bissau.

## Historia
La Embajada de los Estados Unidos suspendió las operaciones en Bissau el 14 de junio de 1998, en medio de un violento conflicto entre las fuerzas leales a ese entonces -  Presidente Vieira y la  dirigida por los militares] . Antes y después del cierre de la embajada, los Estados Unidos y Guinea-Bissau han tenido excelentes relaciones bilaterales.
Los Estados Unidos reconocieron la independencia de Guinea-Bissau el 10 de septiembre de 1974. El embajador de Guinea-Bissau en los Estados Unidos y las Naciones Unidas fue uno de los primeros que la nueva nación envió al extranjero. Los EE. UU. Abrieron una embajada en Bissau en 1976, y el primer Embajador de los EE. UU. Presentó sus credenciales más tarde ese año.
La asistencia de los Estados Unidos comenzó en 1975 con una donación de $ 1 millón al Alto Comisionado de las Naciones Unidas para los Refugiados para el reasentamiento de los refugiados que regresan a Guinea-Bissau y para 25 becas de capacitación en escuelas técnicas africanas para estudiantes guineanos. La comida de emergencia fue un elemento importante en la asistencia de los Estados Unidos a Guinea-Bissau en los primeros años después de la independencia. Desde 1975, los EE. UU. Han proporcionado más de $ 65 millones en subsidios y otras ayudas.
Desde la guerra de 1998, los Estados Unidos han proporcionado más de $ 800,000 para desminado humanitario a una organización no gubernamental (ONG) que ha eliminado más de 2,500 Minas terrestres y 11,000 municiones sin explotar de la ciudad de Bissau; $ 1.6 millones en ayuda alimentaria; y casi $ 3 millones para asistencia a refugiados, mejorando la industria anacardo y promoviendo democracia.
Los Estados Unidos y Guinea-Bissau firmaron un acuerdo internacional de educación y entrenamiento militar (IMET) en 1986, y antes de 1998, los EE. UU. Proporcionaron instalaciones de enseñanza en inglés, así como equipos de comunicaciones y navegación para apoyar a la marina de guerra. programa de vigilancia El Programa de Asistencia Humanitaria del Comando Europeo de los Estados Unidos ha ayudado con $ 390,000 para la construcción o reparación de escuelas, centros de salud y puentes.
El Cuerpo de Paz se retiró de Guinea-Bissau en 1998 al comienzo de la guerra civil.
En agosto de 2004, se levantaron las sanciones conforme a la Sección 508 de la Ley de Apropiaciones de Operaciones Extranjeras, que se impusieron como resultado del golpe militar de septiembre de 2003, y Bissau una vez más fue elegible para recibir IMET y otras ayudas directas.
En marzo de 2007, los EE. UU. y Brasil firmaron un Memorándum de entendimiento tripartito con Guinea-Bissau destacando un proyecto de fortalecimiento parlamentario implementado por primera vez en 2005.
Los principales funcionarios de los Estados Unidos (residentes en Dakar, Senegal) incluyen:
- Embajador — Marcia Bernicat
- Jefe Adjunto de Misión - Jay T. Smith

No hay Embajada de los Estados Unidos en Bissau; Del mismo modo, Guinea-Bissau no tiene ningún consulado general en los Estados Unidos (a excepción de su misión permanente ante las Naciones Unidas en Nueva York). El embajador de los Estados Unidos en Senegal, que reside en Dakar, está acreditado como el embajador de los Estados Unidos en Guinea-Bissau. Todos los contactos oficiales de los Estados Unidos con Guinea-Bissau están a cargo de la Embajada de los Estados Unidos en Dakar, Senegal. Los empleados locales trabajan en la Oficina de Enlace de los Estados Unidos en Bissau, y los diplomáticos estadounidenses de la embajada en Dakar viajan con frecuencia a Bissau para llevar a cabo las relaciones diplomáticas normales.